# Kajrat Bijekienow
Kajrat Orazbajewicz Bijekienow, ros. Кайрат Оразбаевич Биекенов (ur. 25 maja 1972) – kazachski skoczek narciarski, trener. Uczestnik Igrzysk Olimpijskich 1994 w Lillehammer. Wielokrotny selekcjoner reprezentacji Kazachstanu w skokach narciarskich. Był zastępcą dyrektora generalnego Zimowej Uniwersjady 2017 w Ałmaty.

## Kariera zawodnicza
Na arenie międzynarodowej zadebiutował 27 lutego 1993 roku w ramach Pucharu Europy w Titisee-Neustadt. Zajął 62. miejsce, podobnie dzień później w Schoenwald. W sezonie olimpijskim 1993/1994 startował głównie w zawodach Pucharu Kontynentalnego. Bijekienow wystąpił na Igrzyskach Olimpijskich w Lillehammer, pełniąc rolę chorążego reprezentacji Kazachstanu na ceremonii otwarcia. W zawodach Bijekenow zajął ostatnie miejsce w konkursie na skoczni dużej, zaś w zawodach na skoczni normalnej poprawił swoje notowania, osiągając 49. miejsce.
Kolejne sezony spędził na startach w Pucharze Kontynentalnym. Najbliżej punktów Pucharu Kontynentalnego był 21 grudnia 1997 roku w Oberwiesenthal, zajmując tam 31. miejsce. 20 października 1995 wystąpił w konkursie skoków na Uniwersjadzie w Hiszpanii. Konkurs zakończył na 20. lokacie. Bijekienow zadebiutował w konkursie Pucharu Świata z okazji Turnieju Czterech Skoczni 1996/1997. Dwukrotnie uczestniczył w kwalifikacjach do konkursów w Oberstdorfie i Garmisch-Partenkirchen. Zakwalifikował się na igrzyska olimpijskie w Nagano 1998, lecz nie wystąpił na nich. Karierę skoczka zakończył w roku 1999.

### Igrzyska olimpijskie
- Indywidualnie
  - 1994  Lillehammer – 49. miejsce (skocznia normalna), 58. miejsce (skocznia duża)[1]

## Kariera trenerska
Kajrat Bijekienow został selekcjonerem kadry Kazachstanu w skokach narciarskich w 2002 roku, przejmując schedę po Andrieju Wierwiejkinie. Ze stanowiska odszedł cztery lata później, gdy zastąpił go Joachim Winterlich. Bijekienow powrócił na stanowisko selekcjonera w roku 2010, po odejściu skonfliktowanego z federacją Dionisa Wodniewa.
W sezonie 2010/2011 głównym celem kadry kazachskiej prowadzonej przez Bijekienowa był start w konkursach zimowych igrzysk azjatyckich w Ałmaty. Pod wodzą trenera drużyna kazachska zdobyła cztery medale igrzysk azjatyckich – 1 złoty, 1 srebrny i 2 brązowe. Zawodnikami, którzy stanęli na podium igrzysk byli: Jewgienij Lowkin (złoto na skoczni normalnej), Radik Żaparow (brąz na skoczni normalnej), Nikołaj Karpienko (brąz na skoczni dużej) oraz drużyna skoczków w składzie: Aleksiej Korolow, Radik Żaparow, Jewgienij Lowkin, Nikołaj Karpienko (srebro w konkursie drużynowym).
Bijekienow był odpowiedzialny za przygotowanie Aleksieja Pczelincewa i Marata Żaparowa do igrzysk olimpijskich w Soczi 2014. Po igrzyskach został zwolniony z funkcji głównego trenera. W roku 2015 ogłoszono, że Słoweniec Janez Debelak zajmie się szkoleniem kazachskich skoczków, zaś Bijekienowowi powierzono funkcje organizacyjne.
Obecnie wspomaga głównego trenera reprezentacji Kazachstanu Pawieła Wasiljewa.